# Саржансай
Саржансай (каз. Саржансай, до 2006 г. — Нагорное) — аул в Мартукском районе Актюбинской области Казахстана. Административный центр аульного округа Танирберген. Код КАТО — 154651100.

## Население
В 1999 году население аула составляло 758 человек (382 мужчины и 376 женщин). По данным переписи 2009 года, в ауле проживало 796 человек (397 мужчин и 399 женщин).